# Napoletans
Napoletans è un film comico del 2011, diretto da Luigi Russo, uscito nelle sale cinematografiche italiane il 2 dicembre 2011; il film ripercorre lo stilema della classica commedia all'italiana.

## Trama
A Baia, ridente località  del golfo di Napoli, si festeggia un Natale particolare. Equivoci e inganni animano l'atmosfera natalizia del piccolo paesino campano, dove vive la famiglia Di Gennaro composta dal noto dentista Gennaro, la moglie Anna e i loro due figli: l'affascinante Roberto e il pestifero Mattia.
Ad animare ulteriormente la vita della famiglia partenopea c'è Assunta la tabaccaia, amante di Gennaro; Pino, l'assistente incompetente; il preside della scuola, innamorato della professoressa e costantemente supervisionato dal provveditore agli studi e infine, zio Guglielmo, finto parente di Anna, accompagnato dal suo amico Conte Pozzan Della Ghera: in realtà, due truffatori che vogliono impossessarsi di un diamante nascosto in casa Di Gennaro dal vero zio Guglielmo. In paese arriva anche la bella Angela, straniera diplomata infermiera (ospite della zia, Signora Torrisi, titolare dell'omonima e famosa gelateria del paese) che si innamora di Roberto, con il quale nasce una tenera storia d'amore compromessa dal padre Gennaro e dei due truffatori.

## Distribuzione
Il film è uscito nelle sale italiane il 2 dicembre 2011 e distribuito Iervolino Entertainment SPA e la colonna sonora è stata prodotta è distribuita da Warner Chappell Music Italiana e composta da Franco Eco.